# Sandaoguan
Sandaoguan (chinesisch 三道關 / 三道关, Pinyin Sān dào guān – „Drei Pässe“) ist eine Passfestung der Chinesischen Mauer 8 km nordöstlich der Passfestung Shanhaiguan im Kreis Shanhaiguan in der chinesischen Provinz Hebei.
Der Mauerabschnitt und die Festung wurden 1569 in der Ming-Dynastie erbaut, sie gehörten zum Verwaltungsbereich der Ji-Garnison. Das früheste Passbauwerk ist nur noch als Ruine erhalten. Die heutigen Mauern sind aus Steinlagen erbaut, mehr als 4,5 m hoch, 2 m breit und knapp 500 m lang, einige Mauersegmente wurden an bis zu 70° steilen, fast senkrechten Felswänden erbaut (Changcheng Daogua, „Kopfüber hängende Mauer“).
Sandaoguan besteht aus drei Einzelabschnitten, die dem Pass den Namen verleihen und im Tal zwischen 300 und 400 m hohen Hügel und auf dem Berggrat liegen. Der erste Pass bewacht den Eingang der Schlucht und besitzt eine enge Öffnung, die von steilen Klippen umgeben ist. Der zweite Pass liegt zwischen zwei einander gegenüber stehenden Felswänden im oberen Teil der Schlucht und verfügt ebenfalls über einen engen Durchgang. Der dritte Pass zieht sich hoch über den Hügelkamm und ist Teil der Hauptlinie der Großen Mauer. Hier stand früher ein Wachturm. Am Fuß des Berges lag der Wachturm des Sandaoguan, dort erstreckt sich heute das Dorf Sandaoguan.
Im Nordosten endet bei Si’eryu die Große Mauer von Shanhaiguan, hier beginnt die Große Mauer von Yipianshiguan. Zwischen Shanhaiguan, Jiaoshanguan und Sandaoguan standen früher viele Alarmfeuertürme, deren Reste an manchen Stellen noch zu sehen sind. Über diese konnte ein Alarm bei Bedarf schnell zwischen den Festungen weitergegeben werden. Der Abschnitt von Jiaoshanguan nach Sandaoguan ist heute stellenweise in schlechtem Zustand.
Im Westen des Dorfes liegt die Xuanyang-Höhle mit Inschriften aus der Ming-Zeit. 1985 wurde Sandaoguan von der Verwaltung in Qinhuangdao als offizielles Tourismusgebiet im Changshoushan deklariert.